# Blender (Zeitschrift)
Blender war eine US-amerikanische Musikzeitschrift.

## Geschichte
Blender kam zunächst ab 1994 in Form einer Software auf CD-ROM für Windows und Macintosh heraus. Das monatlich erscheinende Medium war an ein junges männliches Publikum gerichtet und enthielt unter anderem Reviews neuer Musikalben, Film-Interviews, Videoclips und Animationen. Blender wurde von einer dreiköpfigen Redaktion mit Sitz in New York City zusammengestellt, bestehend aus dem Designer Jason Pearson, David Cherry und Chefredakteurin Regina Joseph. Der Titel Blender (englisch für Mixer) spielt auf den Mix an traditionellen und innovativen Inhalten der Zeitschrift an. Finanziert wurde das zu dieser Zeit neuartige Projekt von Felix Dennis, Begründer des Unternehmens Dennis Publishing. Das preislich eher im Bereich von Audio-CDs als von herkömmlichen Musikzeitschriften liegende Produkt stieß bei Kritikern, Händlern und Künstlern auf großes Interesse, verkaufte sich jedoch schlecht. Auch die Expansion in den britischen Markt, wo ab 1995 insgesamt 15 Ausgaben auf CD erschienen, änderte daran nichts. Schließlich wurde das Projekt eingestellt. Dennis hatte sich jedoch die Marke Blender registrieren lassen und brachte einige Jahre später eine gleichnamige Musikzeitschrift auf den amerikanischen Markt.
2001 erschien Blender als Hochglanzmagazin im zweimonatlichen Rhythmus. Es begann mit einer Auflage von 400.000 Stück als Konkurrenzprodukt zu Rolling Stone und Vibe. Es erschien auch als Web-Ausgabe Blender.com. Beide waren recht erfolgreich. Die Druckausgabe erreichte eine stabile bezahlte Auflage von 912.739. Dennis Publishing verkaufte Blender zusammen mit der US-Ausgabe der Männerzeitschrift Maxim und dem Gadget-Magazin Stuff für rund 250 Millionen Dollar an die Quadrangle Group, von wo sie an die 2007 gegründete Alpha Media Group gingen. Diese stellte die Veröffentlichung der Druckausgabe von Blender mit dem letzten Heft April 2009 aus wirtschaftlichen Gründen ein.